# Blastopirellula cremea
Blastopirellula cremea é uma bactéria aeróbia e móvel do gênero Blastopirellula que foi isolada de um molusco morto (Scapharca broughtonii) da Coréia.